# Benny Sudakov
Benny Sudakov (Tbilisi, ca. 1969) é um matemático israelense. 
Obteve um doutorado em 1999 na Universidade de Tel Aviv, orientado por Noga Alon. Até 2014 foi professor da Universidade da Califórnia em Los Angeles. Em julho de 2013 passou a ser professor do Instituto Federal de Tecnologia de Zurique.
Em 2012 foi eleito fellow da American Mathematical Society.
Foi palestrante convidado do Congresso Internacional de Matemáticos em Hyderabad (2010: Recent developments in extremal combinatorics: Ramsey and Tur´an type problems).